# 波佐間崇晃
波佐間 崇晃（はざま たかあき、1984年6月21日 - ）は、サガテレビの元男性アナウンサー。福岡県糸島市出身。2007年、明治大学文学部を卒業。
アナウンサー歴は右の基礎情報を参照。

## 人物・エピソード
- 東京六大学野球を学生席から応援したいという理由で東京六大学の加盟大学を受験。明治大学時代は基礎マスコミ研究室に所属し、アナウンスセクションのリーダーを務めた。学部、学科、所属ゼミはいずれもTBSテレビアナウンサーの安住紳一郎と同じ。
- 2013年はFOX SPORTS ジャパンの福岡ソフトバンクホークス担当フィールドアナウンサー。ホームゲーム全試合でグラウンドリポートを担当した。親子ゲーム開催だった8月27日には2軍戦のベンチリポート→1軍戦の試合前グラウンドリポート→試合中ベンチリポート→試合後のグラウンドリポートを行った。番組最後にスタジオのMCが労うと、「もはや家よりドームの方が落ち着く体になってしまいました」と出演者の笑いを誘っていた。
- 2019年に令和元年佐賀豪雨が発生。連日最前線から中継を行い、被災状況を伝える。この際の中継がFNSアナウンス大賞の番組制作部門にて表彰。サガテレビのアナウンサーとしては6年ぶりの受賞となった。

## 現在の担当番組
- かちかちPress内のSAGA–TVニュース

## 過去の主な担当番組

### 山陽放送
- RSKイブニングニュース（スポーツコーナー）
- RSKニュース（随時）

### フリー
- チェックタイム（TOKYO MX）
- TOKYO MX NEWS（TOKYO MX）
- 北部九州総体 体操競技 実況
- 奈良テレビ放送全国高校野球選手権奈良大会実況（2014年～）
- BASEBALL CENTER（FOX SPORTS ジャパン）福岡ソフトバンクホークス戦　フィールドアナウンサー、ベンチレポーター、ファームゲーム実況
- TVQスーパースタジアム（TVQ九州放送）福岡ソフトバンクホークス戦　ベンチリポーター
- J SPORTS STADIUM（J SPORTS）オリックス・バファローズ戦　ベンチリポーター
- 世界ふれあい街歩き（NHK）
- 日本薬師堂テレビショッピング
- Hello! 多久（エフエム佐賀・月曜 12:00-12:55）
- ぶらり糸島（エフエム福岡・日曜 9:30-9:55）

### 鹿児島讀賣テレビ
- KYT Newsリアルタイム
- AMP
- KYT杯U-15チャンピオンズサッカー大会